# شئوون جیزی

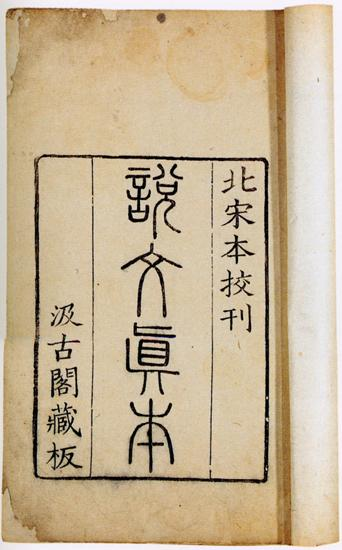
جلد یک نسخهٔ چاپ شده از لغت‌نامهٔ شئوون جیزی

شئوون جیزی (به انگلیسی: Shuowen Jiezi) (به چینی: 説文解字 ، Shuōwén jiě zì) (به ژاپنی: せつもんかいじ ، Setsu mon kaiji) قدیمی‌ترین کتاب لغت‌نامهٔ چینی است که حروف کانجی به شکل تفکیک شده در آن جمع‌آوری شده‌اند. زمان احتمالی گردآوری این لغت‌نامه از قرن دوم تا قرن یکم پیش از میلاد و در زمان دودمان هان بوده‌است. حروف کامجی در سیستم نوشتاری مدرن ژاپنی مورد استفاده قرار میگیرند.